# Nghĩa trang Montparnasse

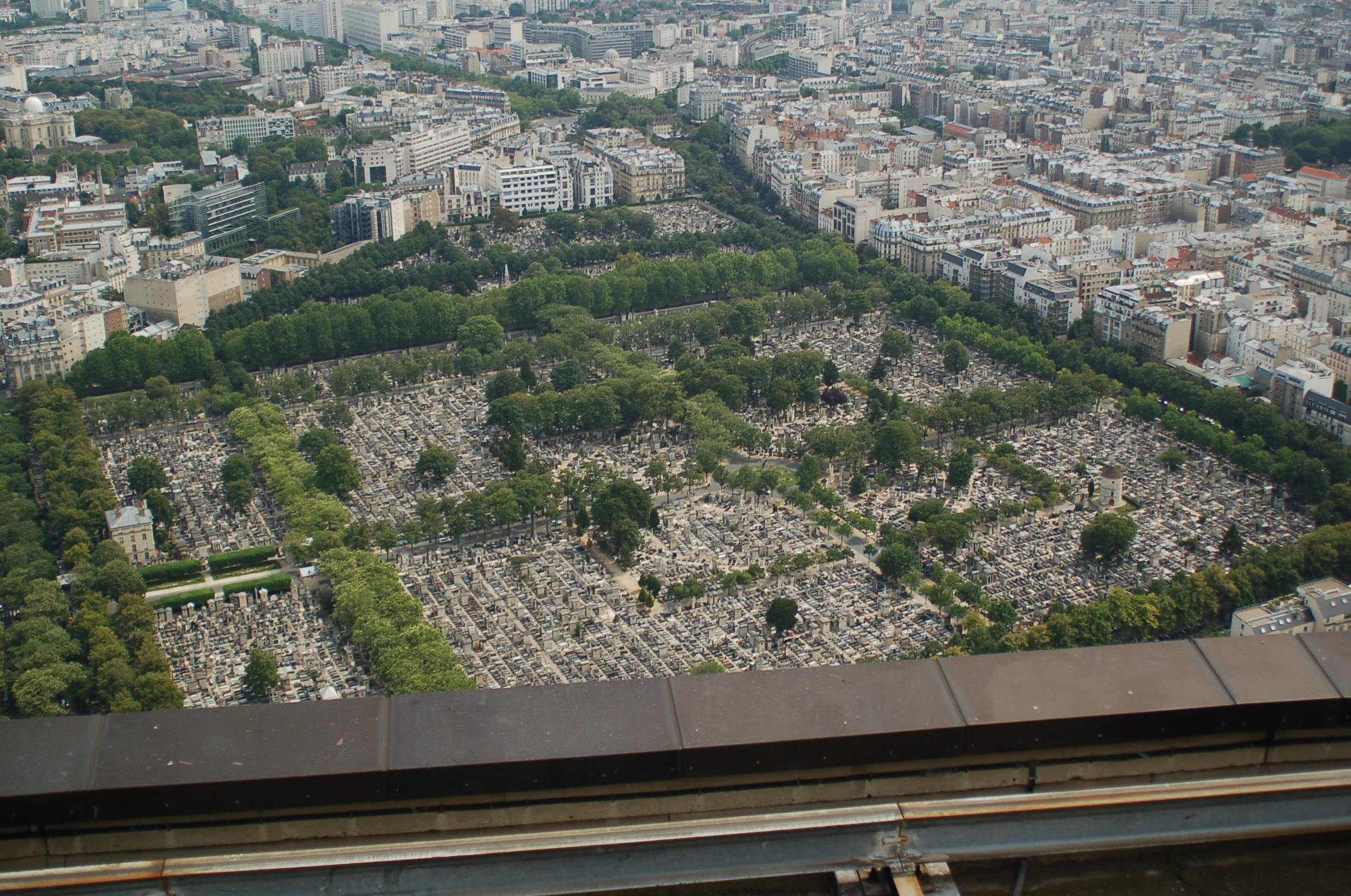
Nghĩa trang Montparnasse nhìn từ sảnh trên tháp Montparnasse

Nghĩa trang Montparnasse (tiếng Pháp: Cimetière du Montparnasse) là một trong các nghĩa trang lớn và nổi tiếng của Paris.

## Lịch sử
Ban đầu, tại Montparnasse có ba trang trại lớn. Đến thế kỷ 17 thì khu đất này trở thành khu lăng mộ riêng của các tu sĩ thuộc dòng tu Saint-Jean-de-Dieu. Từ đầu thế kỉ 19, một loạt nghĩa trang mới đã được thành lập tại ngoại vi Paris, đó là Nghĩa trang Montmartre ở phía bắc, Nghĩa trang Passy ở phía tây và Nghĩa trang Père-Lachaise ở phía đông. Tỉnh trưởng tỉnh (préfecture) Seine là Nicolas Frochot đã mua lại khu đất của các tu sĩ ở Montparnasse để mở nghĩa trang thứ 4 ở phía Đông Paris. Lễ chôn cất đầu tiên ở đây là vào ngày 25 tháng 7 năm 1824. Bên trong nghĩa trang vẫn còn giữ được một trong rất nhiều cối xay bột của quận Montsouris và Montparnasse trước kia.
Hiện nay, với diện tích 19 ha, đứng thứ hai trong các nghĩa trang của Paris sau Père Lachaise, nghĩa trang Montparnasse là một trong những không gia xanh quan trọng của thành phố. Người ta đã thống kê có khoảng 1.200 cây chủ yếu gồm: cây đoạn, cây hòe, trắc bách diệp, phong, cây tần bì và thông.

## Những ngôi mộ nổi tiếng
Nghĩa trang Montparnasse là nơi chôn cất rất nhiều người các nghệ sĩ, chính khách và những người nổi tiếng không chỉ của nước Pháp mà còn của nhiều nước khác, trong số này có thể kể tới:
- William-Adolphe Bouguereau (1825 - 1905), họa sĩ
- Alexandre Alekhine (1892-1946), đại kiện tướng cờ vua người Nga
- Charles Baudelaire (1821-1867), nhà thơ
- Simone de Beauvoir (1908-1986), triết gia
- Samuel Beckett (1906-1989), nhà văn
- Jacques Chirac (1932-2019), Tổng thống Pháp
- André Citroën (1879-1935), người sáng lập hãng xe Citroën
- Gustave-Gaspard Coriolis (1792-1843), nhà toán học, ký sư
- Maurice Couve de Murville (1907-1999), Thủ tướng Pháp 1968-1969
- Alfred Dreyfus (1859-1935), sĩ quan, nhân vật chính của Vụ án Dreyfus
- Jules Dumont d'Urville (1790-1842), sĩ quan hàng hải, nhà thám hiểm
- Henri Fantin-Latour (1836-1904), họa sĩ
- Serge Gainsbourg (1928-1991), nhà thơ và ca sĩ
- Charles Garnier (1825-1898), kiến trúc sư Nhà hát Opéra Paris
- Pierre-Jules Hetzel (1814-1886), biện tập cho Balzac, Hugo, Sand, Verne và Zola
- Eugène Ionesco (1909-1994), nhà văn, tác giả kịch người Rumani
- Pierre Larousse (1817-1875), nhà từ điển học, nhà biên tập
- Maurice Leblanc (1864-1941), nhà văn, người sáng tạo ra nhân vật Arsène Lupin
- Guy de Maupassant (1850-1893), nhà văn
- Philippe Noiret (1930 - 2006), diễn viên
- Henri Poincaré (1854-1912), nhà toán học
- Jean-Paul Sartre (1905-1980), nhà văn, triết gia
- William-Adolphe Bouguereau (1825 - 1905), họa sĩ
- Évariste Galois (1811-1832), nhà toán học